# کنتن پاشه
کنتن پاشه (فرانسوی: Quentin Pacher‎؛ زادهٔ ۶ ژانویهٔ ۱۹۹۲ ‏(۳۳ سال)) دوچرخه‌سوار اهل فرانسه است.
از باشگاه‌هایی که در آن رکاب زده‌است می‌توان به تیم دوچرخه‌سواری آرمی دو تر، دلکو–مارسی پوونس کی‌تی‌ام و تیم دوچرخه‌سواری ویتال کونسپت اشاره کرد.